# ATP de Montpellier de 2013
O ATP de Montpellier de 2013 foi um torneio da ATP World Tour de 2013, disputado em quadras duras cobertas na cidade de Montpellier, na França. Esta foi a 26ª edição do evento e foi realizada no Arena Montpellier. 

## Dristribuição de pontos
| Evento            | V   | F   | SF | QF | Segunda rodada | Primeira rodada | Q  | Q3 | Q2 | Q1 |
| Simples masculino | 250 | 150 | 90 | 45 | 20             | 0               | 12 | 6  | 0  | 0  |
| Duplas masculinas | 250 | 150 | 90 | 45 | 0              | —               | —  | —  | —  | —  |

## Chave de simples

### Cabeças de chave
| País | Jogador            | Rank1 | Cabeça |
| ---- | ------------------ | ----- | ------ |
| CZE  | Tomáš Berdych      | 6     | 1      |
| SRB  | Janko Tipsarević   | 9     | 2      |
| FRA  | Richard Gasquet    | 10    | 3      |
| FRA  | Gilles Simon       | 14    | 4      |
| RUS  | Nikolay Davydenko  | 37    | 5      |
| FRA  | Julien Benneteau   | 38    | 6      |
| SRB  | Viktor Troicki     | 39    | 7      |
| FRA  | Benoît Paire       | 42    | 8      |
| FRA  | Paul-Henri Mathieu | 54    | 9      |

- 1 Rankings como em 28 de janeiro de 2013

### Outros participantes
Os seguintes jogadores receberam convites para a chave de simples:
- Julien Benneteau
- Adrian Mannarino
- Lucas Pouille

Os seguintes jogadores entraram na chave de simples através do qualificatório:
- Arnau Brugués-Davi
- Adrián Menéndez
- Guillermo Olaso
- Florent Serra

O seguinte jogador entrou na chave de simples como lucky loser:
- Kenny de Schepper

### Desistências
- Roberto Bautista-Agut
- Tomáš Berdych (lesão no pulso esquerdo)
- Nicolas Mahut
- Xavier Malisse
- Jürgen Zopp

Durante o torneio
- Viktor Troicki
- Adrian Ungur

## Chave de duplas

### Cabeças de chave
| País | Jogador           | País | Jogador         | Rank1 | Cabeça |
| ---- | ----------------- | ---- | --------------- | ----- | ------ |
| GBR  | Colin Fleming     | GBR  | Jonathan Marray | 41    | 1      |
| USA  | Eric Butorac      | AUS  | Paul Hanley     | 72    | 2      |
| PHI  | Treat Conrad Huey | GBR  | Dominic Inglot  | 77    | 3      |
| GBR  | Jamie Delgado     | GBR  | Ken Skupski     | 115   | 3      |

- 1 Rankings como em 28 de janeiro de 2013

### Outros participantes
As seguintes parcerias receberam convites para a chave de duplas:
- Kenny de Schepper /  Fabrice Martin
- Gaël Monfils /  Josselin Ouanna

## Campeões

### Simples
- Richard Gasquet venceu  Benoît Paire, 6–2, 6–3

### Duplas
- Marc Gicquel /  Michaël Llodra venceram  Johan Brunström /  Raven Klaasen, 6–3, 3–6, [11–9]